# Гвоздики сизі
Гвоздики сизі, гвоздика граціонополітанська(Dianthus gratianopolitanus)  — вид трав'янистих рослин родини гвоздикових (Liliaceae), поширений у Європі від Великої Британії до України.

## Біоморфологічна характеристика

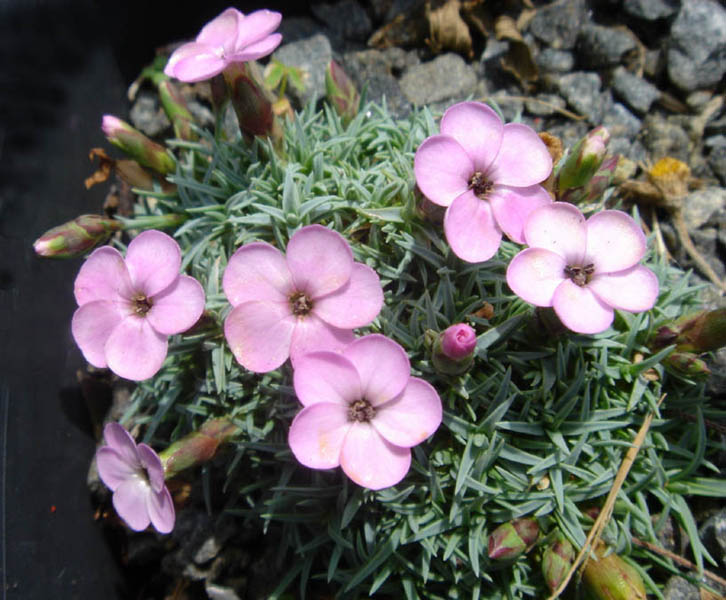

Багаторічна рослина 8–30 см заввишки. Стебло і листки з восковим нальотом, сизі. Стебла кутасті, прості, голі. Листки трохи шорсткі, плоскі, лінійні, тупуваті. Квітки зазвичай поодинокі, запашні, 15–30 мм ушир. Чашечка гола, коричнево-пурпурова, 17–23 мм у довжину, з трикутними тупими зубцями. Віночок від світло- до темно-рожевого або пурпурувато-червоний, зубчастий чи ні; пелюстки широкі, суміжні. Коробочки циліндричні.  Квітне у травні — липні. 2n=60, 90.

## Поширення
Поширений у західній половині Європи — Бельгія, Чехія, Словаччина, Франція, Німеччина, Велика Британія, Польща, Швейцарія, Україна. Зростає на висотах 300–3000 метрів.
В Україні вид зростає на кам'янистих схилах — у Прикарпатті, дуже рідко. У ЧКУ має статус «зниклий у природі».